# Мельсетьевское сельское поселение
Мельсе́тьевское се́льское поселе́ние — упразднённое сельское поселение в Теньгушевском районе Республики Мордовия.
Образовано в 2004 году в границах, определённых Законом Республики Мордовия от 28 декабря 2004 года.
В состав поселения входили:
- село Мельсетьево — административный центр поселения,
- деревня Коломасово.

Управление Мельсетьевским сельским поселением осуществлялось Советом депутатов, избиравших Главу сельского поселения, а также Администрацией сельского поселения.
Законом Республики Мордовия от 12 октября 2009 года объединено с Куликовским и Кураевским сельскими поселениями в Куликовское сельское поселение.